# یونس‌آباد (ری)
یونس‌آباد (ری)، روستایی از توابع بخش فشاپویه شهرستان ری در استان تهران ایران است.

## جمعیت
این روستا در دهستان حسن‌آباد قرار دارد و براساس سرشماری مرکز آمار ایران در سال ۱۳۸۵، جمعیت آن زیر سه خانوار بوده‌است.